# MIRRORS (王嘉爾專輯)
《Mirrors》 (風格化為全大寫) 是韓國男子音樂組合王嘉爾首張個人正規專輯，專輯由發行於2019年10月25日。專輯共收錄8首歌曲，包括先行曲《Bullet to the Heart》和《Dway!》、及主打歌《Titanic》。

## 專輯背景
專輯集合中、美、韓國際頂尖製作班底，8首歌如8面「鏡子」，分別影射當代人群不同階段的情感狀態。

## 發行
王嘉爾在9月26日於微博上宣佈個人首張數字專輯正式開啟預售。
2019年10月25日正式發行全專線上音源。專輯共有兩個版本。第一個版本是限量版黑膠唱片及數字專輯共同發售；另一版本是數字專輯連同黑色T-Shirt發售。

## 詞曲創作
專輯以《Bullet to the Heart》開啟，是一首深受嘻哈音樂影響的歌曲，節奏較慢並伴有動聽的電吉他。歌曲是關於在生活中遇到挫折並不斷前進時所感受到心臟的疼痛。《On the Rocks》作為專輯第二首曲目，歌曲傳達的情感和元素是孤獨、跌跌撞撞，但從未放棄對愛情的渴望。《Dway!》緊接為專輯第三首曲目，是普通話「對」的發音，Jackson表示：「我認為自己正在做的事情是『對』的」，並指自己十分驕傲自己從沒有為做過的決定而後悔。《Unless I'm With You》是一首情歌，「一路上會遇到很多人，但是只有一個人會一直浮現在你的腦海中」，歌曲中的『一個』將成為『我』唯一想交談、思念和渴望的人。《BAD BACK》是和美國說唱歌手GoldLink繼《Rumble》後再度合作，將歌手『壞』的一面：情緒激動、責備生活等負面的一面帶回來。《Titanic》是與印尼說唱歌手Rich Brian合作，歌曲主題是希望聽眾可以放縱自己一晚、盡情跳舞、和盡情玩樂。歌曲由饒舌部分開始，副歌部分則用耳語聲演繹。《Faded》曾經在綜藝節目《這就是原創》表演，但取消發佈音源，現收錄於專輯第七首曲目，並描繪了一個年輕男孩的心。專輯以《愛》作為完結，歌曲是翻唱由Stephanie Poetri演唱的《I Love You 3000》。根據Jackson描述，他是刻意將曲目放在最後，以完成之前曲目中各個情感階段的順序；歌曲希望傳達人們在生活中會經歷各種各樣的情感，但愛情卻征服了所有人。

## 宣傳

### 單曲
《TITANIC》作為專輯主打曲，於專輯發行當天釋出音樂影片。

### 宣傳單曲
《Bullet to the Heart》作為專輯第一首先行曲，在9月24日釋出音源及官方音樂影片，截至2019年10月，音樂影片獲得超過1千萬觀看人次。
《Dway!》作為專輯第二首先行曲，在10月19日釋出預告影片。在10月21日釋出音源及官方音樂影片，目前累積超過2百萬觀看人次。

## 商業成績
《MIRRORS》在網易雲音樂預售上線12分鐘，銷量便突破20萬張。截止10月31日，專輯銷量突破68萬張，銷售總額破千萬，成為網易雲音樂數字專輯榜日榜、周榜、年榜、總榜四榜冠軍，同時也刷新了網易雲音樂平台數字專輯最高銷量記錄。

## 曲目
| 數位下載 | 數位下載                 | 數位下載               | 數位下載 |
| 曲序     | 曲目                     | 备注                   | 时长     |
| -------- | ------------------------ | ---------------------- | -------- |
| 1.       | Bullet to the Heart      |                        | 2:25     |
| 2.       | On the Rocks             |                        | 3:08     |
| 3.       | Dway!                    |                        | 2:25     |
| 4.       | Unless I'm with You      |                        | 2:27     |
| 5.       | Bad Back（ft. GoldLink） |                        | 2:42     |
| 6.       | Titanic（ft.Rich Brian） |                        | 2:21     |
| 7.       | Faded                    |                        | 2:37     |
| 8.       | 愛                       | I Love You 3000 中文版 | 3:30     |
| 总时长： | 总时长：                 | 总时长：               | 21:35    |

註釋
- 除了愛外，所有曲目名稱均風格化為大寫字母[1]。